# Abhimanyu Mishra
Abhimanyu Mishra (Nueva Jersey, Estados Unidos, 5 de febrero de 2009) es un ajedrecista estadounidense. Ostentaba el récord del título de Maestro Internacional más joven de la historia (10 años, 9 meses y 3 días), rompiendo la marca de Sergey Karjakin, hasta ser superado por Faustino Oro el 30 de junio de 2024, quien lo logró a los 10 años, 8 meses y 16 días.

## Carrera
Rompió el récord de la Federación de Ajedrez de los Estados Unidos de Experto más joven al obtener la clasificación USCF 2000 a la edad de 7 años, 6 meses y 22 días, superando el récord de Awonder Liang. A continuación, batió el récord de Maestro Nacional más joven de EE. UU. al obtener una clasificación USCF de 2200 a la edad de 9 años, 2 meses y 17 días, batiendo el récord de Liran Zhou. Fue poseedor del récord mundial de Maestro Internacional más joven, título que obtuvo en noviembre de 2019 con 10 años, 9 meses y 20 días, batiendo el récord de Rameshbabu Praggnanandhaa y que luego perdió ante Faustino Oro en junio de 2024 quien se lo arrebató con la edad de 10 años, 8 meses y 16 días. La FIDE le concedió el título en febrero de 2020.
En marzo de 2021, Mishra empató en el primer puesto con el GM Vladimir Belous en el Charlotte Chess Center's Spring 2021 GM Norm Invitational celebrado en Charlotte, Carolina del Norte, EE. UU., con una puntuación de 5,5/9 y cruzó los 2400 FIDE por primera vez en una lista de clasificación oficial, pero no consiguió una norma de GM.
En abril de 2021, Mishra empató en el primer puesto del torneo Vezérképző GM de Budapest (Hungría), con una puntuación de 7,0/9 y una calificación de rendimiento de 2603, obteniendo su primera norma de GM. En mayo de 2021, Mishra obtuvo el primer puesto en el torneo First Saturday GM de Budapest, Hungría, con una puntuación de 8,0/9 y una calificación de rendimiento de 2739, habiendo conseguido su segunda norma de GM a falta de una ronda y superando la norma por un punto completo. En junio de 2021, Mishra obtuvo un claro primer puesto en el torneo Vezérképző GM Mix de Budapest (Hungría), con una puntuación de 7,0/9 y una calificación de rendimiento de 2619; lo que le otorgó su tercera norma de GM. Como su puntuación también había superado los 2500, esta tercera norma convirtió a Mishra en el Gran Maestro más joven de la historia del ajedrez, superando el récord de Sergey Karjakin en más de 2 meses.
Mishra recibió las felicitaciones de muchos jugadores, entre ellos el antiguo plusmarquista Karjakin y el campeón del mundo Magnus Carlsen. Un artículo del New York Times citaba las preocupaciones de Nigel Short y Bruce Pandolfini sobre los métodos utilizados para lograr la hazaña, alegando que la estructura de calificación de GM fomenta los torneos «normativos» que se califican por poco como lo suficientemente prestigiosos para contar como normativos de GM, pero no más duros, para hacer que sea más fácil lograr una buena actuación del candidato, señalando que la calificación media de los oponentes de Mishra era notablemente inferior en Hungría que en Charlotte, Carolina del Norte. El aspirante al Campeonato del Mundo, Ian Nepomniachtchi, sugirió que se podrían hacer algunos cambios en el proceso de clasificación.
Mishra jugó en la Copa del Mundo de Ajedrez 2021, perdiendo ante Baadur Jobava en la primera ronda.
Mishra ganó el St. Louis 2022 Spring Chess Classic B con una puntuación de 7/9 y una calificación de rendimiento en el torneo de 2739.